# Marc Haguenau
Marc Haguenau, né le 23 novembre 1904 à Paris et mort le 20 février 1944 à La Tronche, est un résistant français, secrétaire général des Éclaireurs israélites de France (EIF), assassiné par la Gestapo. Son nom sera donné à un groupe armé de la Résistance juive en France, la Compagnie Marc Haguenau, des maquis de Vabre, se distinguera dans les maquis et dans la Libération de la France.

## Biographie
Marc Haguenau est né le 23 novembre 1904 à Paris. Il est le fils du grand-rabbin David Haguenau,.
Le 31 juillet 1941, Marc Haguenau écrit à Xavier Vallat : « J'ai l'honneur de vous confirmer ces deux valeurs indestructibles en moi ; ma nationalité française et ma religion juive. »

### Actions dans la Résistance (1942 - février 1944)
* Dès 1942, il est un des créateurs du Service social des jeunes, mis en place par les EIF.[réf. nécessaire]
* Il est le responsable qui distribue l'argent pour le travail de sauvetage, tel le « planquage » des jeunes du centre des EIF de Moissac.[réf. nécessaire]
* Il participe à la création et à la distribution de faux papiers.[réf. nécessaire]
* Il organise des cercles clandestins.[réf. nécessaire]

### Mariage
Il se marie le 6 janvier 1944 à Valence, avec Renée Hess, résistante de la 6e EIF, membre du réseau Plutus,.

### Arrestation par la Gestapo
Selon Lucien Lazare : « Marc Haguenau, dirigeant de la Sixième, et son assistante, Édith Pulver, tombèrent dans une souricière tendue par la Gestapo à Grenoble le 18 février 1944. Atrocement torturé [...] au QG de la Gestapo grenobloise situé dans l'hôtel Suisse & Bordeaux,. Il tente de s'enfuir du cinquième étage en nouant plusieurs draps, mais la corde de fortune se rompt. Il succombe à une fracture du crâne le surlendemain à l'hôpital de La Tronche,. [...] Édith Pulver, déportée à Auschwitz, n'y survécut pas subissant le même sort que Jacques Weintrob. »
D'après André Kaspi, Marc Haguenau a été assassiné par la Gestapo en février 1944.

## La Compagnie Marc Haguenau et la Libération de la France
C'est Robert Gamzon qui donne le nom de Marc Haguenau à l'ensemble des maquis EIF du Tarn en juin 1944 ; ces derniers étant alors intégrés comme 2e Compagnie du CFL 10 (Corps Francs de la Libération 10, dit maquis de Vabre). Robert Gamzon écrit à ce sujet: « J'ai pensé que cela lui aurait fait plaisir d'être avec nous, il y est au moins en nom. »
Selon Lazare, 1987: « Le 11 juin (1944), avec un effectif de 60 hommes, le maquis EIF devint la compagnie Marc Haguenau, formée de trois pelotons, sous le commandement effectif de Gamzon, alias lieutenant Lagnes. Lui-même se plaça sous les ordres de Dunoyer de Segonzac (Pierre Dunoyer de Segonzac), nommè depuis peu commandant FFI du secteur de Vabre. L'entraînement se fit plus intensif. Le 25 juin (1944) la compagnie réceptionna un premier parachutage au terrain Virgule. »